# San Antonio Z
San Antonio Z är en ort i Mexiko.   Den ligger i kommunen Comitán Municipality och delstaten Chiapas, i den sydöstra delen av landet, 800 km öster om huvudstaden Mexico City. San Antonio Z ligger 1 663 meter över havet och antalet invånare är 139.
Terrängen runt San Antonio Z är platt åt sydost, men åt nordväst är den kuperad. Runt San Antonio Z är det ganska tätbefolkat, med 100 invånare per kvadratkilometer. Närmaste större samhälle är Las Margaritas, 9,1 km öster om San Antonio Z. I omgivningarna runt San Antonio Z växer huvudsakligen savannskog.